# David Brisson
Pour les personnes ayant le même patronyme, voir Brisson.
David Brisson (né le 15 février 1978 à Québec, dans la province de Québec au Canada) est un joueur professionnel canadien de hockey sur glace.

## Carrière de joueur
Il commença sa carrière professionnelle après quatre saisons passées avec les Mavericks de l'Université du Nebraska à Omaha. Il joua au niveau professionnel que deux saisons. Par contre, il gagna à la fin de la saison 2003-2004, la Coupe Coloniale avec le Fury de Muskegon dans la United Hockey League.

## Statistiques
| Saison    | Équipe                                        | Ligue |    | Saison régulière | Saison régulière | Saison régulière | Saison régulière | Saison régulière |   | Séries éliminatoires | Séries éliminatoires | Séries éliminatoires | Séries éliminatoires | Séries éliminatoires |
| Saison    | Équipe                                        | Ligue | PJ | B                | A                | Pts              | Pun              | PJ               | B | A                    | Pts                  | Pun                  |                      |                      |
| 1999-2000 | Mavericks de l'Université du Nebraska à Omaha | NCAA  | 42 | 17               | 15               | 32               | 48               | -                | - | -                    | -                    | -                    |                      |                      |
| 2000-2001 | Mavericks de l'Université du Nebraska à Omaha | NCAA  | 41 | 22               | 25               | 47               | 26               | -                | - | -                    | -                    | -                    |                      |                      |
| 2001-2002 | Mavericks de l'Université du Nebraska à Omaha | NCAA  | 36 | 9                | 23               | 32               | 18               | -                | - | -                    | -                    | -                    |                      |                      |
| 2002-2003 | Mavericks de l'Université du Nebraska à Omaha | NCAA  | 40 | 17               | 16               | 33               | 20               | -                | - | -                    | -                    | -                    |                      |                      |
| 2003-2004 | Fury de Muskegon                              | UHL   | 11 | 1                | 7                | 8                | 0                | 11               | 6 | 0                    | 6                    | 0                    |                      |                      |
| 2003-2004 | Griffins de Grand Rapids                      | LAH   | 33 | 3                | 1                | 4                | 2                | -                | - | -                    | -                    | -                    |                      |                      |
| 2004-2005 | Steelheads de l'Idaho                         | ECHL  | 1  | 0                | 0                | 0                | 0                | -                | - | -                    | -                    | -                    |                      |                      |
| 2004-2005 | Falcons de Fresno                             | ECHL  | 63 | 19               | 24               | 43               | 35               | -                | - | -                    | -                    | -                    |                      |                      |

### Équipes d'étoiles et Trophées
- 2004 : remporte la Coupe Coloniale avec le Fury de Muskegon de la United Hockey League.